# مجلة بريجيت
مجلة بريجيت هي أكبر مجلة نسائية في ألمانيا بتداول يصل إلى حوالي 800,000 ونسخة وقراءة تقديرية من حوالي 3,6 مليون شخص.

## تاريخ المجلة وملفها الشخصي
تم نشر المجلة لأول مرة في عام 1886 تحت اسم داس بلات دير هاوسفراو (والتي تعني جريدة ربة البيت باللغة الإنجليزية). استهدفت المجلة ربات البيوت من الطبقة الوسطى البرجوازية وغالبًا ما كانت المجلة تنشر مقالات حول تربية الأطفال والأطعمة. توقفت المجلة خلال الحرب العالمية الثانية عن النشر.
أُعيد إطلاق المجلة في عام 1949 وأُعيد تسميتها باسم بريجيت في عام 1954. اندمجت مجلة بريجيت مع مجلة نسائية أخرى تُسمى كونستانزي في عام 1969.
يتم نشر مجلة بريجيت كل أسبوعين. كما يقع مقرها الرئيسي في هامبورغ. أطلقت المجلة موقعها الإلكتروني في أبريل 1997. أصبح الجمهور المستهدف للمجلة هو كل ربات البيوت والنساء العاملات من جميع الطبقات.
عمل أندرياس ليبرت وبريجيت هوبر كمحررين مشاركين لبريجيت. ترك ليبرت منصبه بعد أن خدم فيه من عام 2002 إلى عام 2012 ، ليصبح رئيس تحرير مجلة معرفة الوقت Zeit Wissen.
بدأت المجلة في عام 2010 بتوظيف النساء اللواتي لم يكنّ عارضات محترفات.
التداول
باعت مجلة بريجيت حوالي 150.000 نسخة في عام 1926. بينما بلغ تداولها حوالي 940,700 نسخة في عام 1999. وخلال الربع الأخير من عام 2000، ارتفع توزيع المجلة ليصل إلى 958,258 نسخة. أصبحت المجلة في عام 2001 واحدة من أفضل 50 مجلة نسائية في جميع أنحاء العالم مع توزيع بلغ حوالي 958000 نسخة. باعت المجلة في عام 2004 حوالي 771.281 نسخة. كما كان تداولها 693,248 نسخة في عام 2010.

## مؤلفات
- Dora Horvath: Bitte recht weiblich! Frauenleitbilder in der deutschen Zeitschrift „BRIGITTE“ 1949-1982. Chronos Verlag, Zurich 2000
- Sylvia Lott-Almstadt: Brigitte 1886-1986, Chronik einer Frauenzeitschrift. Gruner + Jahr AG & Co, Hamburg 1986, (ردمك 3-570-04930-2)

## روابط خارجية
- Brigitte.de